# MK 108
El MK 108 (Maschinekanone 108, «Cañón automático 108» en alemán) fue un cañón automático de 30 mm fabricado en Alemania durante la Segunda Guerra Mundial por Rheinmetall-Borsig, para ser utilizado en aviones de combate de la Luftwaffe

## Historia
Esta arma fue desarrollada como una iniciativa privada en 1940 y fue remitida al Reichsluftfahrtministerium (Ministerio de Aviación del Reich) en respuesta a una demanda de un arma pesada para aviones para su uso contra los bombarderos aliados. 
Numerosas pruebas demostraron, que el cañón era el indicado para esta misión, necesitando un promedio de solo 4 impactos con proyectiles HE (High Explosive, explosivo de gran potencia) para derribar un bombardero pesado como el B-17 Flying Fortress o B-24 Liberator y un solo impacto para derribar un caza. En comparación, el excelente MG 151/20 de 20 mm necesitaba, en promedio, 25 impactos para derribar un B-17.
Ante estos asombrosos resultados, el MK 108 fue rápidamente puesto en producción e instalado en una gran variedad de cazas de la Luftwaffe, entrando en servicio operacional a fines de 1943 con los cazabombarderos Bf 110 G-2 y con el Bf 109 G-6/U4.

## Diseño

### Munición
El cañón automático utilizaba el cartucho 30 x 90 RB (calibre de 30 mm, 90 mm es el largo de la vaina) especialmente diseñado para él. A diferencia de otros cartuchos, que usaban casquillos de latón, los casquillos del MK 108 estaban hechos de acero. Se desarrollaron muchos tipos de cartuchos, incluyendo los de práctica, AP (armour-piercing, antiblindaje), HE e incendiarias. Durante las operaciones, casi siempre se empleaban dos tipos: Minengeschoß (HE) y las incendiarias. El proyectil del primer tipo estaba diseñado para causar el máximo efecto explosivo, combinaba una carcasa muy fina con la mayor carga explosiva posible. El segundo tipo de proyectil, el incendiario, estaba diseñado para ser disparado a los tanques de combustible del avión enemigo. Como se necesitaba una cierta fuerza de penetración para atravesar el fuselaje del objetivo, y se quería evitar que la carcasa se rompiera o explotara en contacto con el fuselaje, se usó una espoleta hidrodinámica que solo funcionaba en contacto con líquido.
El peso de la bala era de 330g y el del cartucho 470g

### Construcción
El cañón demostró ser muy efectivo y confiable, además de ser relativamente liviano, compacto y fácil de fabricar. Estas características se originaron en la sencillez de su construcción: el 80% del arma estaba hecho de piezas estampadas y el número de partes móviles se mantuvo al mínimo utilizando un mecanismo de apertura por inercia de masas. El MK 108 poseía un sistema de gatillo eléctrico, que hacía posible la sincronización con otras armas. El sonido distintivo de los disparos y su gran cadencia de fuego fueron los causantes de que las tripulaciones aliadas lo apodaran “el martillo neumático”.

### Desventajas
Normalmente, los mecanismos de apertura por inercia de masas no son usados en fusiles automáticos y armas de mayor calibre porque la presión de la recámara en esas armas es muy alta. Entonces, si se utiliza un simple mecanismo de apertura por inercia de masas (donde no hay un cierre entre el cañón y el cerrojo), el retroceso del cerrojo puede abrir la recámara mientras que la presión dentro de ella es todavía muy alta, causando daños al arma y rajando el casquillo. En el MK 108, este problema fue eliminado reduciendo la velocidad de boca y acortando el cañón del arma hasta el punto de que en el momento en que la expansión de los gases del proyectil disparado superaba la inercia del percutor, el mismo proyectil ya había salido del arma permitiendo que gran parte de los gases escapasen por el cañón, reduciendo la presión de la recámara a un nivel seguro. Entonces, el cerrojo continuaba retrocediendo hasta un muelle recuperador, que lo empujaba hacia adelante después de que un nuevo cartucho hubiera sido recargado. 
La baja velocidad de boca necesaria para esta simple operación se convirtió en la principal desventaja del MK 108, ya que provocaba que la trayectoria del proyectil se desviara considerablemente tras una distancia relativamente corta. Esto hizo que el alcance efectivo del disparo fuese muy corto, por lo que apuntar se convirtió en un desafío para pilotos no experimentados con dicho cañón. Así, una de las premisas para los pilotos veteranos de la Luftwaffe que lo usaron, era la de utilizar una convergencia en torno a los 100 m para el MK 108, distancia desde la cual el proyectil mantenía una trayectoria y velocidad prácticamente aceptables con un impacto letal en el aparato enemigo.

## Historia operacional
El MK 108 fue muy usado en los cazas que tenían como misión derribar bombarderos enemigos. Algunos de los aviones que utilizaron el MK 108 fueron el Messerschmitt Bf 109, Messerschmitt Bf 110, Messerschmitt Me 163, Messerschmitt Me 262, Focke-Wulf Fw 190, Focke-Wulf Ta 152, Focke-Wulf Ta 154, Focke-Wulf Ta 183, Heinkel He 162, Heinkel He 219, Horten Ho 229 y el Junkers Ju 388. 
El MK 108 también fue empleado en cazas nocturnos, en una curiosa instalación llamada "Schräge Musik" (en alemán: música inclinada, literalmente música inclinada). En este tipo de configuración, los cañones estaban montados en el fuselaje, apuntando hacia arriba en un ángulo oblicuo. Esto permitía a los cazas nocturnos atacar a los bombarderos, casi siempre sin ser detectados, aproximándose desde abajo del avión enemigo. Esta instalación resultó ser tan efectiva que las noticias de su adopción tardaron en llegar a las fuerzas de bombardeo nocturno británicas, ya que rara vez había sobrevivientes de los ataques como para reportar la nueva amenaza.

### Fliegerfaust
También se construyó un prototipo del Fliegerfaust con seis cañones de 30 mm que disparaba los proyectiles del Maschinekanone MK108, usado en aviones como el caza a reacción Me 262. Pesaban 330 g y contenían 75 g de explosivos. El diseño no pasó de la fase de pruebas.